# شركة الملاحة الصينية
شركة الملاحة الصينية. بي تي. المحدودة مسجلة في سنغافورة ، علامات تجارية مثل سواير للشحن & سواير بولك ، هي شركة شحن تجارية مقرها في سنغافورة . إنها جزء من مجموعة سواير، سابقًا جون سوير وأولاده.

العلم سواير هو علم البيت CNCo.

## روابط خارجية
- موقع الشركة
- موقع WikiSwire